# Ray Anthony
Raymond Antonini, conhecido como Ray Anthony (Bentleyville, 20 de janeiro de 1922), é um trompetista, compositor e ator norte-americano de ascendência italiana.

## Biografia
Aos cinco anos Anthony mudou-se com sua família para Cleveland, onde começou a estudar trompete com seu pai Guerrino. Guerrino  nasceu em San Demetrio ne' Vestini e emigrou para a América em 1914. Ray tocou com a orquestra de Glenn Miller entre 1940-1941 antes de se alistar na Marinha durante a Segunda Guerra Mundial. Depois da guerra, formou sua banda: a Ray Anthony Orchestra. A orquestra se tornou muito popular nos anos 50 com gravações que incluem clássicos canções dançantes como "The Bunny Hop" e "Hokey Pokey ", tema musical de Dragnet.
De 1953 a 1954 Anthony foi o diretor musical da séries de televisão Top Tunes e apareceu no filme de Fred Astaire "Papà gambalunga. Em 1955, se casa a atriz e sex symbol Mamie Van Doren e inicia carreira de ator. Ele era a estrela em um programa de TV (1956-1957), Ray Anthony Show.
Anthony apareceu em vários filmes durante os anos 50, incluindo The Five Pennies e nos filmes de Van Doren High School Confidential e Girls Town.
Anthony e Van Doren se divorciaram em 1961 e terminou ao mesmo tempo a breve carreira como ator. No entanto, ele continuou sua carreira musical e teve outro álbum de sucesso com o tema da série Peter Gunn composta por Henry Mancini, que também era músico originário de Abruzzo.
Anthony foi homenageado com uma estrela na Calçada da Fama de Hollywood e é amigo próximo de Hugh Hefner e já apareceu em vários episódios de The Girls Next Door.
Anthony encontra-se ativo como bandleader e músico.

## Discografia
| Ano  | Álbuns                                                      | Selo       | Catálogo |
| ---- | ----------------------------------------------------------- | ---------- | -------- |
| 1950 | Dance Time (split album with Jan Garber [one side by each]) | Capitol    | H-199    |
| 1951 | Arthur Murray Favorites: Fox Trots                          | Capitol    | H-258    |
| 1952 | Houseparty Hop                                              | Capitol    | H-292    |
| 1952 | Campus Rumpus!                                              | Capitol    | H-362    |
| 1953 | The Young Man With The Horn                                 | Capitol    | H-373    |
| 1953 | The Anthony Choir                                           | Capitol    | H-442    |
| 1954 | I Remember Glenn Miller                                     | Capitol    | H-476    |
| 1954 | Ray Anthony Plays TV's Top Tunes                            | Capitol    | H-9118   |
| 1954 | Arthur Murray Swing Fox Trots                               | Capitol    | H-546    |
| 1955 | Golden Horn                                                 | Capitol    | T-563    |
| 1955 | Swingin' On Campus!                                         | Capitol    | T-645    |
| 1955 | Standards By Ray Anthony                                    | Capitol    | T-663    |
| 1955 | Big Band Dixieland                                          | Capitol    | T-678    |
| 1956 | Dream Dancing                                               | Capitol    | T-723    |
| 1956 | Jam Session at the Tower                                    | Capitol    | T-749    |
| 1957 | Dancers in Love                                             | Capitol    | T-786    |
| 1957 | Star Dancing                                                | Capitol    | T-831    |
| 1957 | Young Ideas                                                 | Capitol    | T-866    |
| 1957 | This Could Be The Night                                     | MGM        | E3530 ST |
| 1958 | Moments Together                                            | Capitol    | T-917    |
| 1958 | The Dream Girl                                              | Capitol    | T-969    |
| 1958 | Dancing Over the Waves                                      | Capitol    | T-1028   |
| 1958 | Anthony Plays Allen                                         | Capitol    | T-1086   |
| 1959 | Anthony Italiano                                            | Capitol    | ST-1149  |
| 1959 | Sounds Spectacular                                          | Capitol    | ST-1200  |
| 1959 | More Dream Dancing                                          | Capitol    | ST-1252  |
| 1960 | Like Wild!                                                  | Capitol    | ST-1304  |
| 1960 | Dancing Alone Together: Torch Songs For Lovers              | Capitol    | ST-1420  |
| 1960 | The New Ray Anthony Show                                    | Capitol    | ST-1421  |
| 1961 | That's Show Biz                                             | Capitol    | ST-1496  |
| 1959 | Swing-Dance-Dream to 'The Unsinkable Molly Brown'           | Capitol    | ST-1576  |
| 1961 | Dream Dancing Medley                                        | Capitol    | ST-1608  |
| 1961 | The Twist                                                   | Capitol    | ST-1668  |
| 1962 | Worried Mind: The Soul Of Country Western Blues             | Capitol    | ST-1752  |
| 1962 | I Almost Lost My Mind: The Soul Of Big City Rhythm & Blues  | Capitol    | ST-1783  |
| 1963 | Smash Hits of '63!                                          | Capitol    | ST-1917  |
| 1964 | Charade and Other Top Themes                                | Capitol    | ST-2043  |
| 1961 | My Love, Forgive Me (Amore Scusami)                         | Capitol    | ST-2150  |
| 1964 | Swim, Swim, C'mon and Swim                                  | Capitol    | ST-2188  |
| 1966 | Dream Dancing Today                                         | Capitol    | ST-2457  |
| 1966 | Hit Songs to Remember                                       | Capitol    | ST-2530  |
| 1966 | To Each His Own                                             | Sears      | SP-429   |
| 1967 | Today's Trumpet                                             | Capitol    | ST-2750  |
| 1968 | Ray Anthony Now                                             | Ranwood    | RLP-8033 |
| 1969 | Lo Mucho Que Te Quiero (The More I Love You)                | Ranwood    | RLP-8046 |
| 1969 | Love Is For The Two Of Us [AKA Great Country Music Hits]    | Ranwood    | RLP-8059 |
| 1970 | I Get The Blues When It Rains [reissue of Ray Anthony Now]  | Ranwood    | RLP-8062 |
| 1971 | Direction '71: My Sweet Lord                                | Ranwood    | RLP-8078 |
| 1971 | Dream Dancing in Hawaii                                     | Aero Space | RA-1004  |